# Бранко Скроче
Бранко Скроче (рођен 17. маја 1955. у Задру) је бивши југословенски и хрватски кошаркаш.
Скроче је већину каријере провео у екипи Задра. Играо је и у Белгији за екипу Стандарда.
Са репрезентацијом Југославије је освојио златне медаље на Олимпијским играма 1980. и на Светском првенству 1978. Такође је освојио и сребрну медаљу на Европском првенству 1981.